# Cao Bồ
Cao Bồ là một xã thuộc tỉnh Tuyên Quang, Việt Nam.

## Địa lý
Xã Cao Bồ có vị trí địa lý:
- Phía đông giáp xã Đạo Đức
- Phía tây giáp huyện Hoàng Su Phì
- Phía nam giáp các xã Việt Lâm, Quảng Ngần, Thượng Sơn
- Phía bắc giáp thành phố Hà Giang và xã Phương Tiến.

Xã Cao Bồ có diện tích 111,19 km², dân số năm 2019 là 4.014 người, mật độ dân số đạt 36 người/km².
Xã Cao Bồ chủ yếu là dân tộc Dao.

## Hành chính
Xã Cao Bồ được chia thành 11 thôn, bản: Thác Tăng, Thác Tậu, Chất Tiền, Tát Khao, Tham Vè, Lùng Tao, Tham Còn, Bản Dâng, Khuổi Luông, Gia Tuyến, Thác Hùng.

## Kinh tế
Kinh tế chủ yếu là canh tác ruộng bậc thang, hái chè Shan tuyết trong rừng bán cho xưởng chè của Công ty Cổ phần Trà Hữu cơ Cao Bồ ở trung tâm xã, làm thảo quả,...